# Kanton Pontorson
Der Kanton Pontorson ist seit 1790 ein französischer Wahlkreis im Arrondissement Avranches, im Département Manche und in der Region Normandie; sein Hauptort ist Pontorson.

## Gemeinden
Der Kanton besteht aus 21 Gemeinden mit insgesamt 17.573 Einwohnern (Stand: 1. Januar 2022) auf einer Gesamtfläche von 251,27 km²:
| Gemeinde                   | Einwohner 1. Januar 2022 | Fläche km² | Dichte Einw./km² | Code INSEE | Postleitzahl |
| -------------------------- | ------------------------ | ---------- | ---------------- | ---------- | ------------ |
| Aucey-la-Plaine            | 413                      | 9,39       | 44               | 50019      | 50170        |
| Beauvoir                   | 435                      | 14,29      | 30               | 50042      | 50170        |
| Céaux                      | 413                      | 8,39       | 49               | 50108      | 50220        |
| Courtils                   | 219                      | 5,39       | 41               | 50146      | 50220        |
| Crollon                    | 298                      | 4,68       | 64               | 50155      | 50220        |
| Ducey-Les Chéris           | 2.829                    | 17,08      | 166              | 50168      | 50220        |
| Huisnes-sur-Mer            | 168                      | 6,75       | 25               | 50253      | 50170        |
| Juilley                    | 664                      | 11,23      | 59               | 50259      | 50220        |
| Le Mesnil-Ozenne           | 269                      | 4,59       | 59               | 50317      | 50220        |
| Le Mont-Saint-Michel       | 23                       | 3,97       | 6                | 50353      | 50170        |
| Le Val-Saint-Père          | 1.914                    | 11,10      | 172              | 50616      | 50300        |
| Marcilly                   | 353                      | 8,86       | 40               | 50290      | 50220        |
| Poilley                    | 968                      | 12,65      | 77               | 50407      | 50220        |
| Pontaubault                | 576                      | 1,94       | 297              | 50408      | 50220        |
| Pontorson                  | 4.319                    | 61,47      | 70               | 50410      | 50540        |
| Précey                     | 567                      | 7,73       | 73               | 50413      | 50220        |
| Sacey                      | 512                      | 15,27      | 34               | 50443      | 50170        |
| Saint-Ovin                 | 763                      | 12,93      | 59               | 50531      | 50220, 50300 |
| Saint-Quentin-sur-le-Homme | 1.340                    | 16,84      | 80               | 50543      | 50220        |
| Servon                     | 257                      | 9,23       | 28               | 50574      | 50170        |
| Tanis                      | 273                      | 7,49       | 36               | 50589      | 50170        |
| Kanton Pontorson           | 17.573                   | 251,27     | 70               | 5019       | –            |

Bis zur Neuordnung bestand der Kanton Pontorson aus den 10 Gemeinden Aucey-la-Plaine, Beauvoir, Huisnes-sur-Mer, Macey, Le Mont-Saint-Michel, Pontorson, Sacey, Servon, Tanis und Vessey. Sein Zuschnitt entsprach einer Fläche von 128 km2.
Zur Gemeinde Pontorson gehören die früheren Gemeinden (seit 1973 eingemeindet): Ardevon, Boucey, Cormeray, Moidrey, Les Pas und Curey.

## Veränderungen im Gemeindebestand seit 2016
2016:
- Fusion Ducey und Les Chéris → Ducey-Les Chéris
- Fusion Macey, Pontorson und Vessey → Pontorson

## Bevölkerungsentwicklung
| 1962  | 1968  | 1975  | 1982  | 1990  | 1999  | 1999  |
| ----- | ----- | ----- | ----- | ----- | ----- | ----- |
| 8 584 | 8 348 | 8 079 | 7 647 | 6 939 | 6 617 | 6 771 |